# ヤン・バーケランツ
ヤン・バーケランツ（Jan Bakelants、1986年2月14日 - ）は、ベルギーのアウデナールデ出身の自転車競技（ロードレース）選手。
バークランツ、バケランツなどとも表記される。

## 来歴
2008年、トップスポート・フラーンデレンとトレーニー（育成選手）契約。
2009年、トップスポート・フラーンデレンのトップチームに昇格。
2010年、オメガファーマ・ロットに移籍。
2012年、レディオシャック・ニッサンに移籍。
2014年、オメガファーマ・クイックステップに1年契約で移籍。
2015年、AG2R・ラ・モンディアルに2年契約で移籍。
2019年、チーム・サンウェブに移籍。
2020年、シルキュス・ワンティ・ゴベールに移籍。

## 主な戦績
- 2006
  - トリプティック・アルデンヌ 区間優勝(第2ステージ)
- 2007
  - パリ～トゥール エスポワール 3位
- 2008
  - ブリュッセル～オプウェイク 優勝
  - シルキュイト・ド・アルデンヌ 総合優勝
  - リエージュ～バストーニュ～リエージュ エスポワール 優勝
  - トリプティック・アルデンヌ 総合優勝 区間優勝(第2ステージ)
  - フレーシュ・アルデネーズ 優勝
  - ツール・ド・リエージュ 総合優勝 区間2勝(第4、6ステージ)
  - ツール・ド・ラブニール 総合優勝 区間優勝(第5ステージ)
  - グランプリ・ワレヘム 2位
  - トリプティック・ド・モン・エ・シャトー 総合2位
  -  ベルギー選手権・ロードレース エスポワール 3位
- 2009
  - グランプリ・シュヴァルツヴァルト 2位
  - エネコ・ツアー 総合9位
- 2012
  - ツアー・ダウンアンダー 総合6位
  - エネコ・ツアー 総合10位
- 2013
- ・ツール・ド・フランス 区間優勝(第2ステージ)
  - グランプリ・ド・ワロニー 優勝
  - ツール・ド・ルクセンブルク 総合3位
  -  ベルギー選手権・ロードレース 3位
  - エネコ・ツアー 総合4位
  - ツアー・オブ・北京 総合7位
  - グランプリ・シクリスト・ド・モンレアル 10位
- 2014
  - クリテリウム・デュ・ドフィネ 区間優勝(第6ステージ)
  - グランプリ・ド・ワロニー 3位
- 2015
  - ジロ・デル・ピエモンテ 優勝
  - ジロ・デッレミリア 優勝
  - グランプリ・ド・ワロニー 2位
  - グランプリ・シクリスト・ド・モンレアル 4位
- 2016
  - ラ・メディテラネアン 総合3位、 ポイント賞（第4ステージ優勝）
  - ラ・ドローム・クラシック 2位
- 2017
  - ラ・ドローム・クラシック 3位
  - グランプリ・シクリスト・ド・モンレアル 4位
- 2022
  - ツール・ド・ワロニー 区間優勝（第5ステージ）

### グランツールの戦績

#### ジロ・デ・イタリア
- 2010年……総合36位
- 2011年……総合23位
- 2012年……総合34位

#### ツール・ド・フランス
- 2013年……総合18位 区間1勝 マイヨ・ジョーヌ着用2日
- 2014年……総合24位
- 2015年……総合20位
- 2016年……総合50位
- 2017年……総合22位

#### ブエルタ・ア・エスパーニャ
- 2010年……総合18位
- 2011年……総合31位
- 2012年……総合22位
- 2017年……総合17位

## 脚註
1. ↑  発音例 - Forvo